# Wanderup
Wanderup (en danois: Vanderup) est une municipalité allemande située dans le land du Schleswig-Holstein et dans l'arrondissement de Schleswig-Flensbourg. En 2015, sa population est de 2 395 habitants.